# 山田真輝
山田 真輝（やまだ まさき、1984年2月16日 - ）は、日本のバスケットボール選手である。ポジションはフォワード。

## 来歴
福井県出身。北陸高校でインターハイベスト4、ウインターカップ3位、国体ベスト4を経験。2002年に金沢大学に進学し、全日本大学バスケットボール選手権大会に2度出場。2002年から2005年まで4年連続で北信越学生選抜チームに選出された。
大学卒業後の2006年より石川ブルースパークスに所属。JBL2 2009-10シーズンにベスト5に選出された。2013年7月、bjリーグの浜松・東三河フェニックスに移籍。背番号6。2013-14シーズンの1シーズン所属したのち、同シーズン終了をもって引退した。引退後は福井に戻り現在は福井県の公立高校で指導者として活躍している。